# Здание метеостанции (Астана)
Здание метеостанции — памятник архитектуры начала XX века в Астане. Входит в список памятников истории и культуры местного значения.

## История
1 ноября 1870 года в Акмолинске К. А. Лазаревым на собственные сбережения была открыта первая метеорологическая станция. В 1873 году Главная физическая обсерватория выслала ему полный комплект инструментов для ведения метеорологических наблюдений и инструкцию академика Г. И. Вильда. После отъезда К. А. Лазарева метеостанция работала до 1885 года.
Нынешнее одноэтажное кирпичное здание метеостанции было построено Екатеринбургской обсерваторией по поручению Николаевской главной физической обсерватории в 1916 году. До настоящего времени оно используется по первоначальному предназначению.